# Coleotrype madagascarica
Coleotrype madagascarica är en himmelsblomsväxtart som beskrevs av Charles Baron Clarke. Coleotrype madagascarica ingår i släktet Coleotrype och familjen himmelsblomsväxter.
Artens utbredningsområde är Madagaskar. Inga underarter finns listade.